# Roger Revelle
Roger Revelle (ur. 1909 w Seattle w stanie Waszyngton, zm. 1991) – amerykański oceanograf.
Studia rozpoczął w Kolegium Pomona (Pomona College) w Claremont, a następnie studiował na Uniwersytecie Kalifornijskim, gdzie w 1936 uzyskał tytuł doktora. W tym samym czasie podjął pracę w Instytucie Oceanografii Scrippsów. Następnie przeniósł się na Uniwersytet Harvarda, gdzie otrzymał stanowisko dyrektora Ośrodka Badań Populacji, gdzie pracował do 1976. Revelle był kierownikiem wielu badań prowadzonych w Instytucie Scrippsów, które doprowadziły do odkrycia rozrastania się dna oceanicznego i odwróceń pola magnetycznego. W 1950 zajął się globalnym ociepleniem klimatu. W 1976 powrócił do San Diego jako profesor nauki i polityki społecznej. 
Revelle miał duży udział w budowie kampusu uniwersyteckiego w tym mieście i został pierwszym dziekanem naukowym Uniwersytetu Kalifornijskiego w San Diego. 